# 347 Pariana
347 Pariana (mednarodno ime je tudi 347 Pariana) je asteroid tipa M (po Tholenu) v glavnem asteroidnem pasu. 

## Odkritje
Asteroid je odkril francoski astronom Auguste Charlois ( 1864 – 1910) 28. novembra 1892 v Nici.. 
Izvor imena ni znan.

## Lastnosti
Asteroid Pariana obkroži Sonce v 4,22 letih. Njegova tirnica ima izsrednost 0,165, nagnjena pa je za 11,695° proti ekliptiki. Njegov premer je 51,36 km, okoli svoje osi se zavrti v 4,053 h .